# Selîșce, Korsun-Șevcenkivskîi
Selîșce (în ucraineană Селище) este localitatea de reședință a comunei Selîșce din raionul Korsun-Șevcenkivskîi, regiunea Cerkasî, Ucraina.

## Demografie
Componența lingvistică a localității Selîșce
     Ucraineană (98,6%)
     Rusă (1,27%)
     Alte limbi (0,13%)
Conform recensământului din 2001, majoritatea populației localității Selîșce era vorbitoare de ucraineană (98,6%), existând în minoritate și vorbitori de rusă (1,27%).

## Legături externe
- pl Sieliszcze 2) wieś nad ruczajem Sikawicą albo Sakowicą, powiat kaniowski, na pograniczu zwinogródzkiego, w 3 okręgu policyjnym, gmina Taraszcza în Dicționarul geografic al Regatului Poloniei și al altor țări slave, volum X (Rukszenice — Sochaczew) 1889